# Podalonia hirsuta hirsuta
Podalonia hirsuta hirsuta é uma subespécie de insetos himenópteros, mais especificamente de vespas pertencente à família Sphecidae.
A autoridade científica da subespécie é Scopoli, tendo sido descrita no ano de 1763.
Trata-se de uma subespécie presente no território português.